# Cserekert

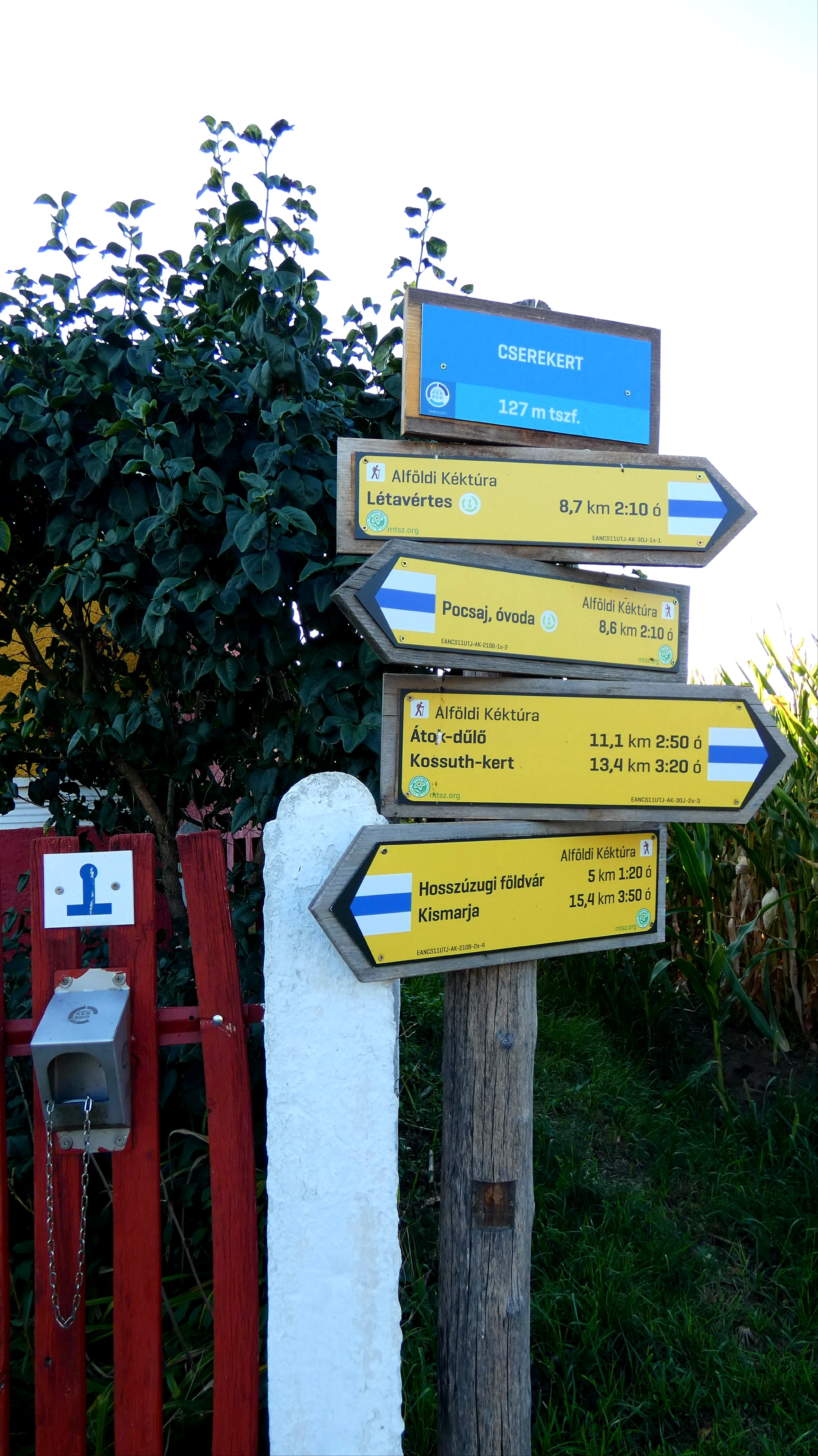
Cserekert pecsételőhely

Cserekert Létavértes falu jellegű, különálló településrésze. Tengerszint feletti magassága 130 méter. Teljes népessége 4 fő.

## Fekvése
Létavértes központjától 8 kilométerre délre, a megyeszékhelytől, Debrecentől 32 kilométerre délkeletre helyezkedik el, közvetlenül a magyar–román határ mellett. A legközelebbi település a határ túloldalán Bihardiószeg (Diosig).

### Megközelítése
Csak közúton közelíthető meg, valójában zsákfalu. A Létavértest és Pocsajt összekötő 4807-es útról – a két település közt nagyjából félúton – kelet felé kiágazó, 2 kilométer hosszúságú bekötőút, vagy ahogy a helybeliek mondják: „köves út” (a 48 111-es számú mellékút) vezet a faluba; az út az iskolánál ér véget. Három utcájának neve: Május 1. (korábban Rákóczi), Jókai (vagy „felső”), Hajnal (korábban Arany János). 2017. június 16. óta tömegközlekedéssel újra elérhető. Alföldi Kéktúra pecsételőhely. Áthalad rajta az E4-es európai hosszútávú vándorút.

## Története
A helybeli adatok alapján már a honfoglalás tájékán lakott település volt. A tatárjárás idején az akkori viszonyoknak megfelelően népes településnek számított. Területét tölgyerdő borította, a Csere. A szatmári béke utáni időkben ebből irtványként létesítették a jobbágyok a létai szőlőskertet. Szerződés készült "... melly szól a csere csákói szőlőskertnek a lakosságtól mimódon való bírásáról, a mely adódott 1736-ban a két egyesült dominumnak plenipetenciátus Inspectora I. Lahuthaller Úr által." Az 1770-es összeírás szerint 95 nagylétai jobbágynak volt a Cserekertben szőlője. Az ettől nyugatra levő szántók úrbéres jobbágyföldek voltak. Ma is Csákó a nevük. Az 1779-es úrbéri rendezés a Csákót elvette a jobbágyoktól és az uradalom saját kezelésű majorságot létesített itt is. Az uradalom 1836-ban az úrbériség nagy részét el akarta venni (Mandel Lajos báró), hogy a jobbágyfelszabadítás alól kivonja és saját majorságához csatolja. Az erős önkormányzati jobbágyság ezt nem engedte. Nem hagyták el földjeiket, nem hagyták el Cserekertet sem. 1836-tól 1864-ig folyt a királyig is felmenő per,erőszakokkal is vegyes harc - a parasztság fél győzelmével. Cserekert hovatartozása az egész harc egyik kérdése volt. Közben elterjedt a homoki szőlőművelés. A Nagylétától távol eső Cserekert szőleje nem lett olyan fontos. A rajtuk levő pajták azonban szűkösen lakásnak is megfeleltek. Az irtványszőlőkre olyan rendelkezések szóltak, mely szerint a jobbágyok el is adhatták. Sokszoros árat fizettek ezekért a munkát kereső, keletről betelepedő, jórészt román részes aratók. Kellettek ők nagyon is az uradalomnak, mely a szomszédban volt. A nagylétaiak között alig volt zsellér, s a régi robotmunkának még az emléke is haragra gerjesztette őket. Nem az uradalom adta a cserekertiek telkét, házát; azok a nagylétai szőlőskertből alakultak. Lakói részes arató zsellérek voltak. Az uradalom a cselédek számára épített a Nagy-Csákón közös konyhájú családlakásokat. Az I. világháború után volt időszak, amikor a határmozgások miatt Romániához csatolták. Ekkor közigazgatásilag Székelyhíd járási székhelyhez tartozott.  1927-ben jelent meg versenytárgyalási hirdetmény a Nagyléta-cserekerti egy tantermes tanítói lakással bíró állami elemi iskola és melléképületek összes építési munkáinak biztosítása céljából. Az iskola átadására 1928-ban került sor. Az ehhez épült kápolnát 1929. október 27-én áldotta meg Mosolygó Dezső esperes-lelkész, Volovcsák Miklós lelkész és Oláh Kornél s -lelkész segédlete mellett nagy ünnepséggel. Ekkor a nagylétai I. sz. egyházhoz tartozó Cserekert a környező tanyákkal kb. 300 lelket tesz ki. 1960-ban 380 lakosa volt.
1983-ban 35 család élt itt 75 fővel. Az alsótagozatos  oktatás 1974-ben, a felsőtagozatos oktatás 1963-ban szűnt meg.

## Képek

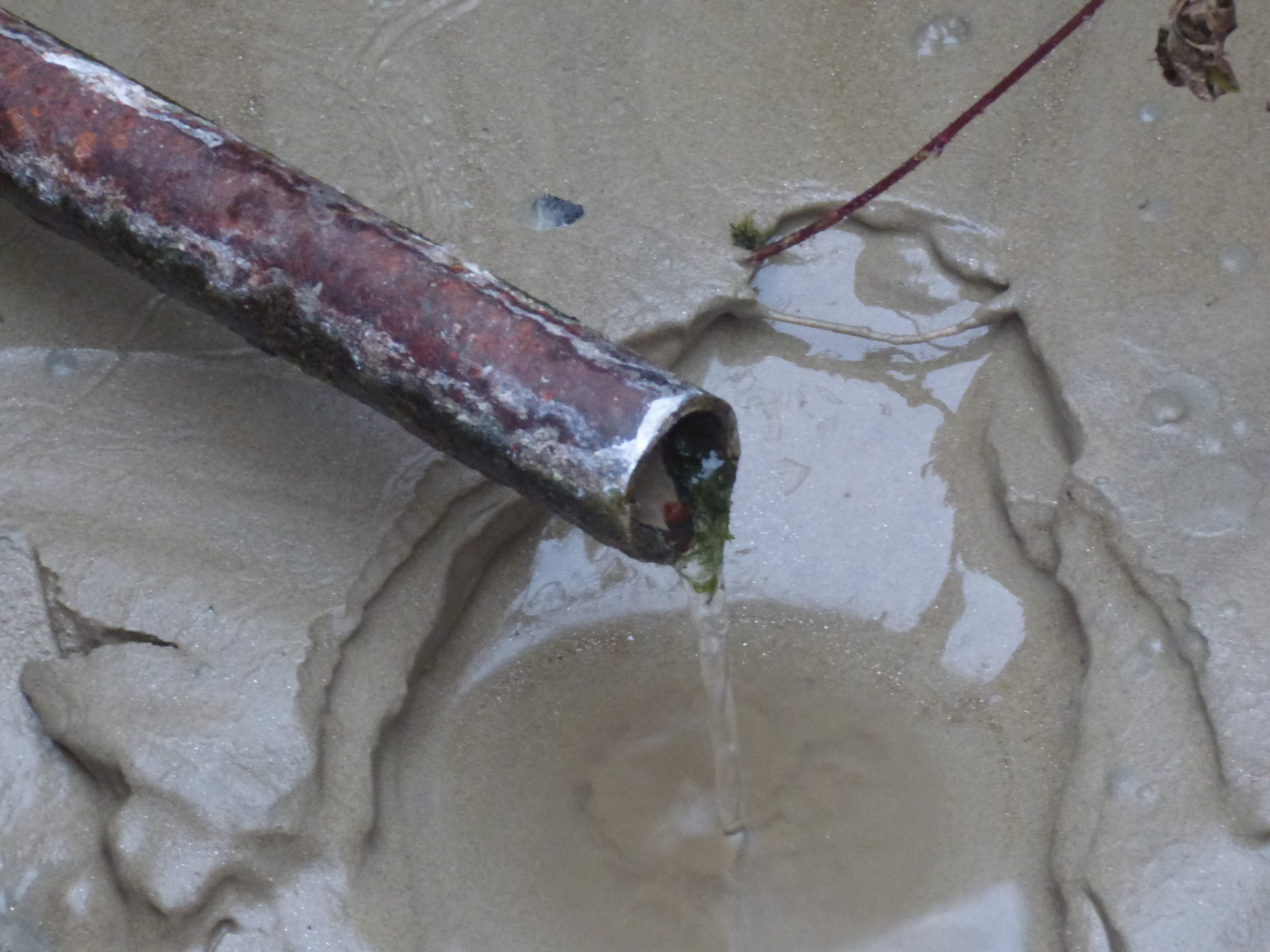
Zsófia-forrás
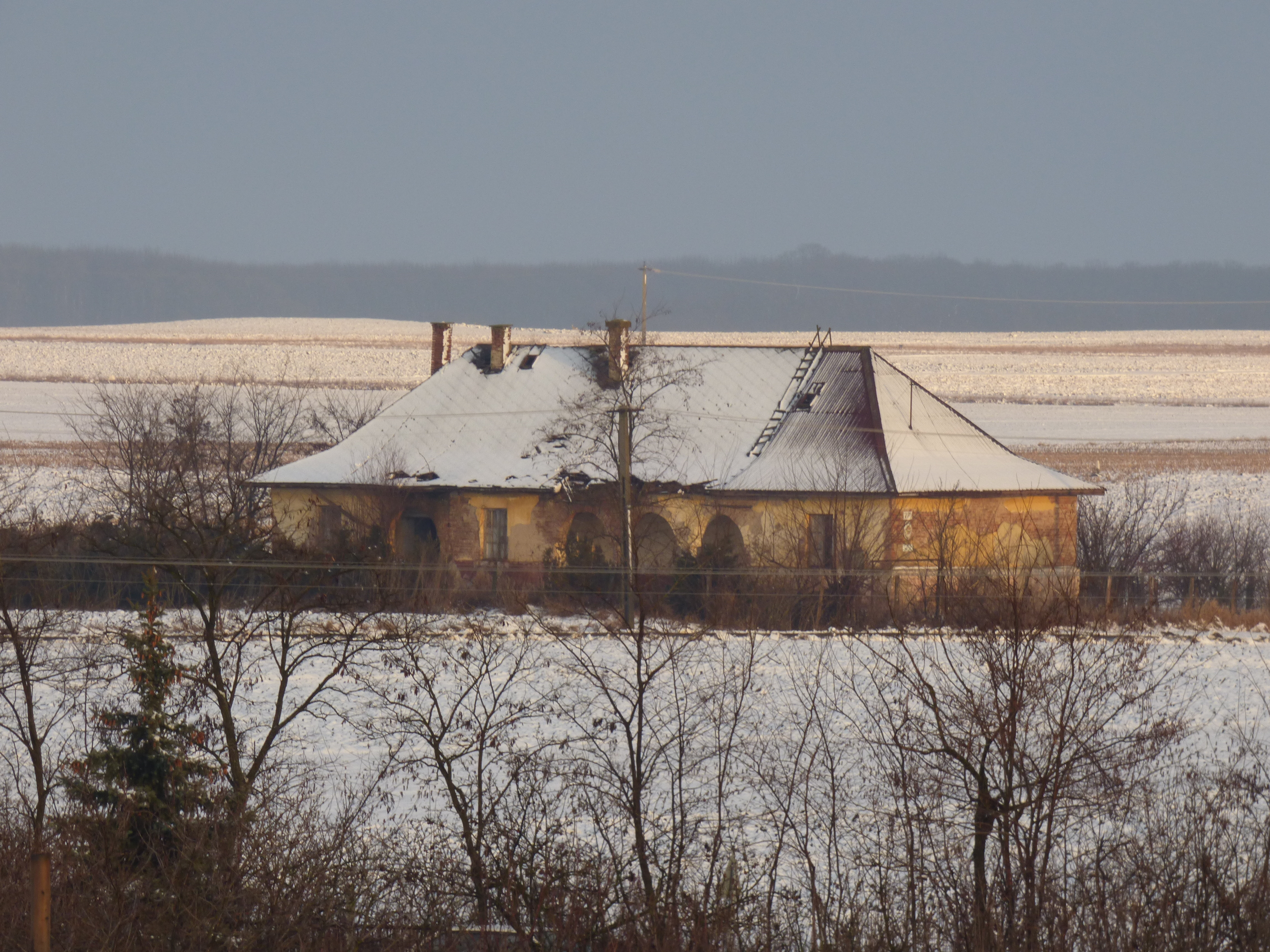
Cserekerti iskola
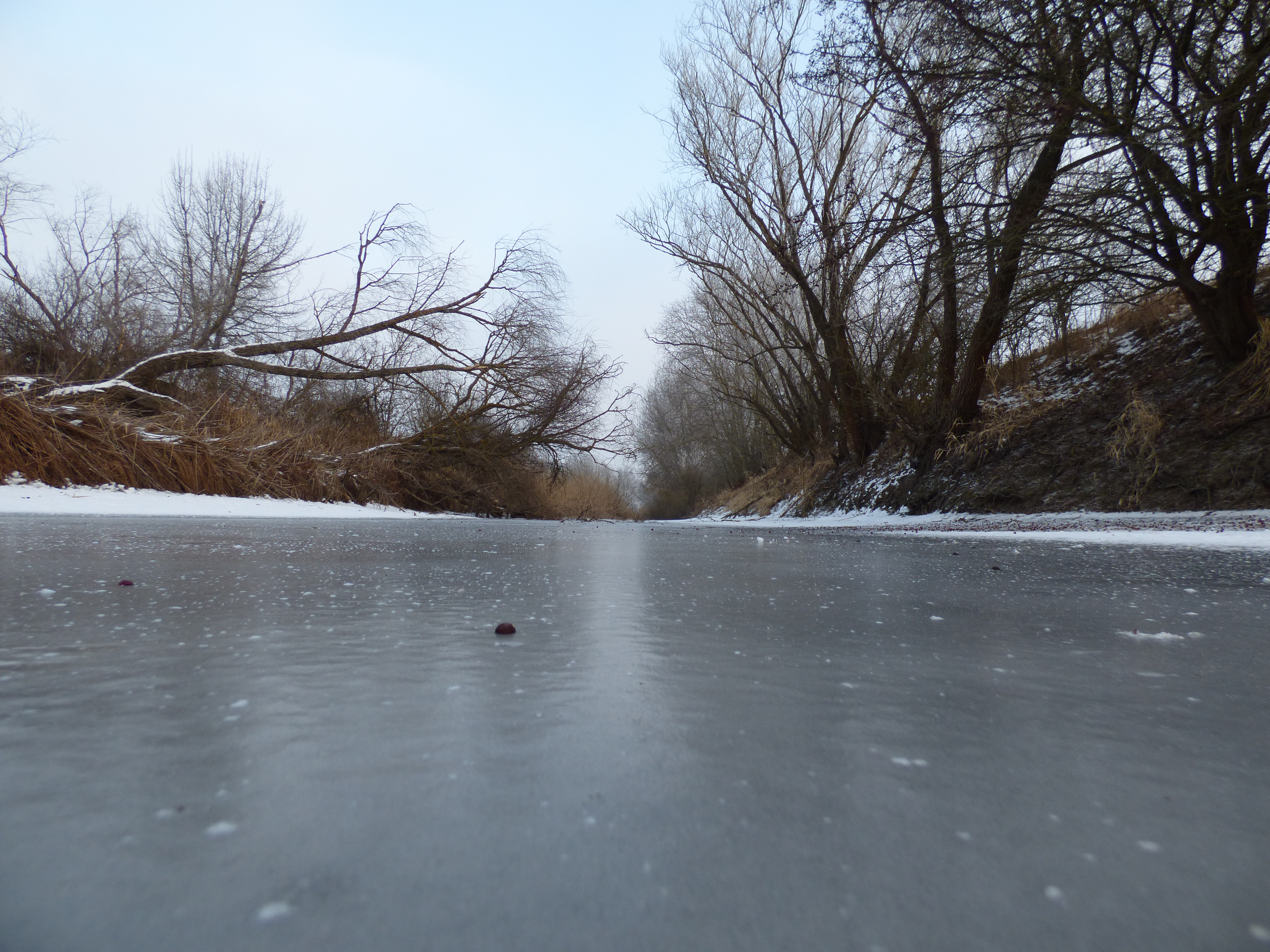
Ér
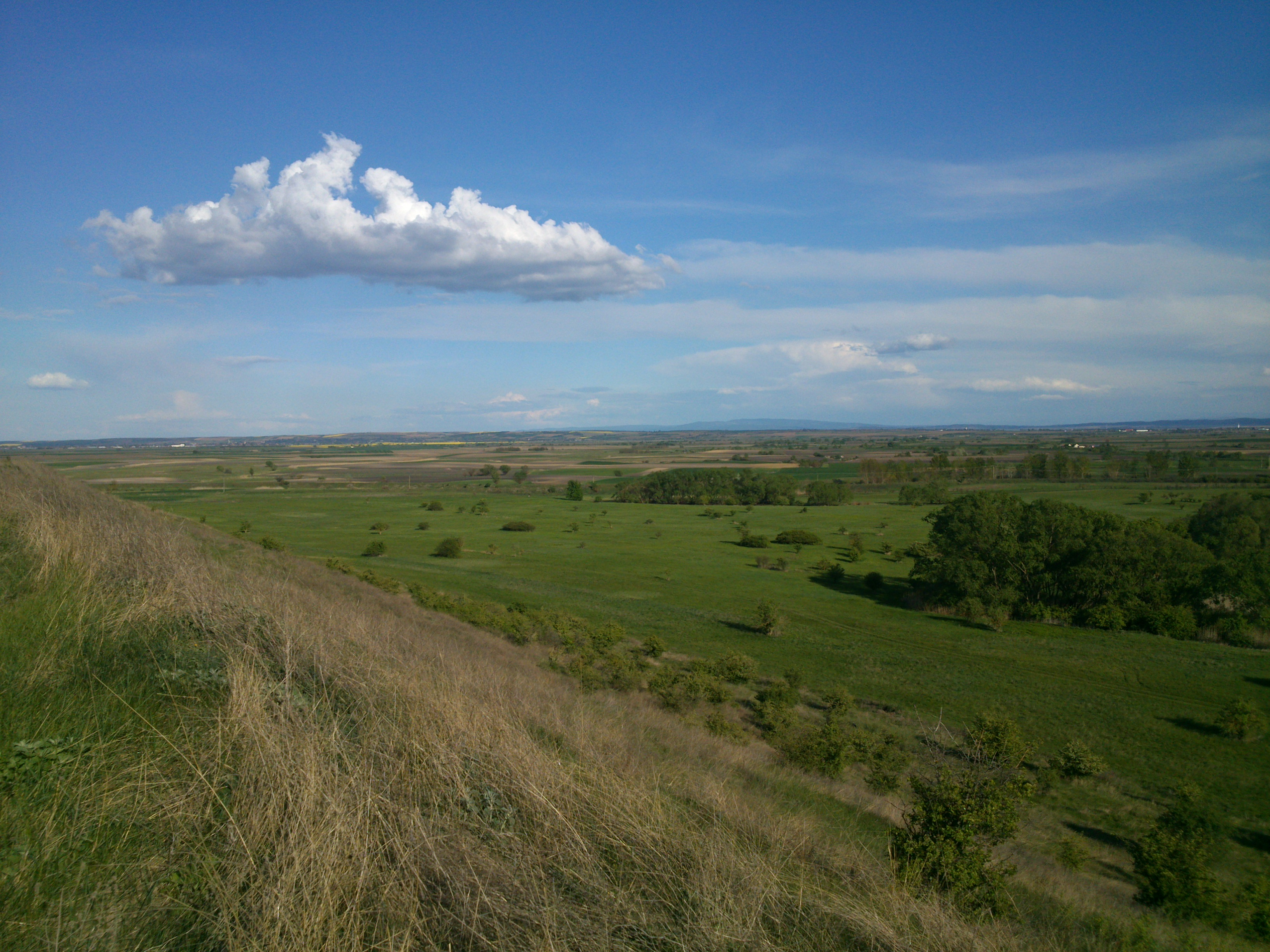
Partalja
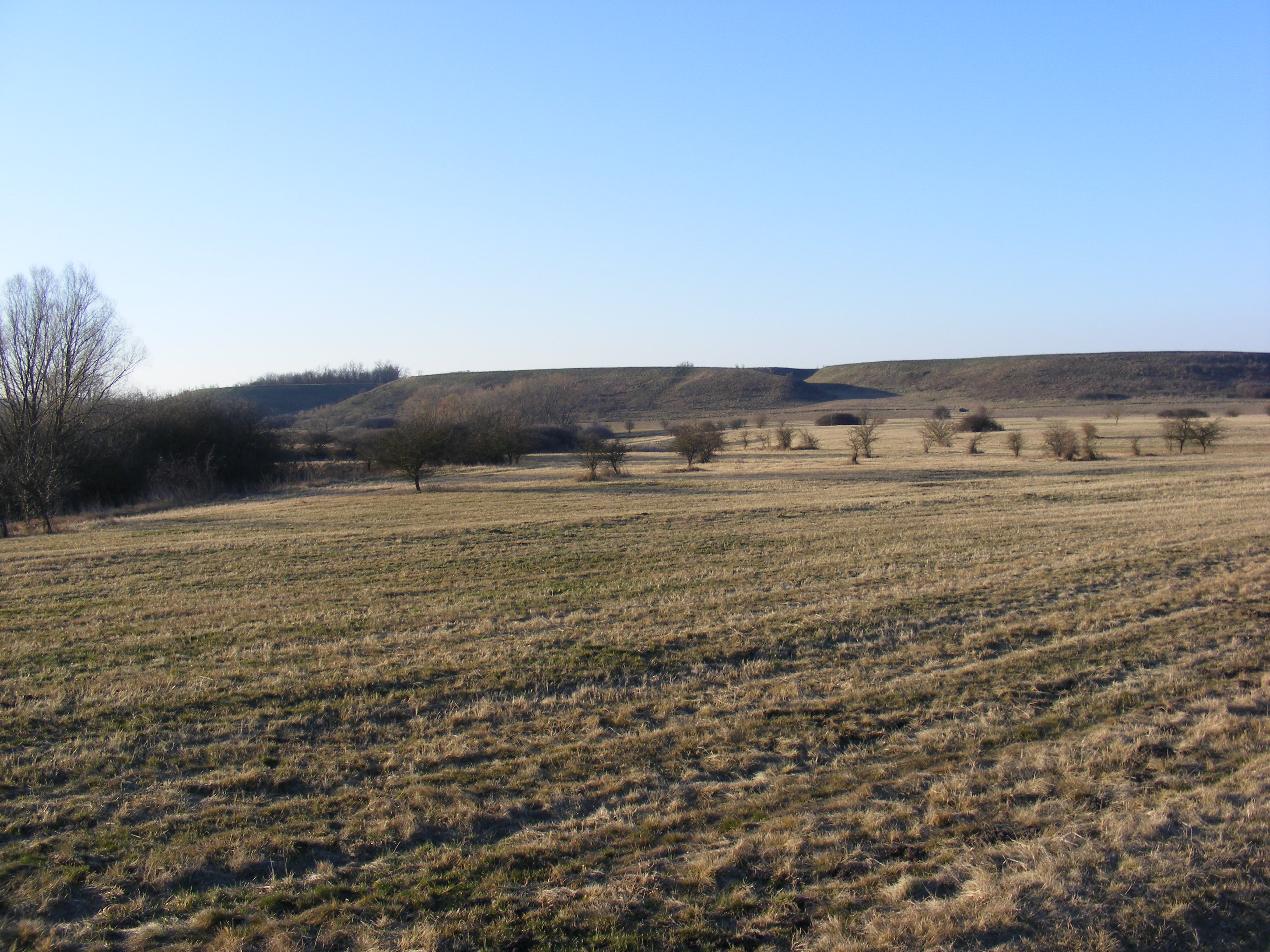
Partalja, löszletörések

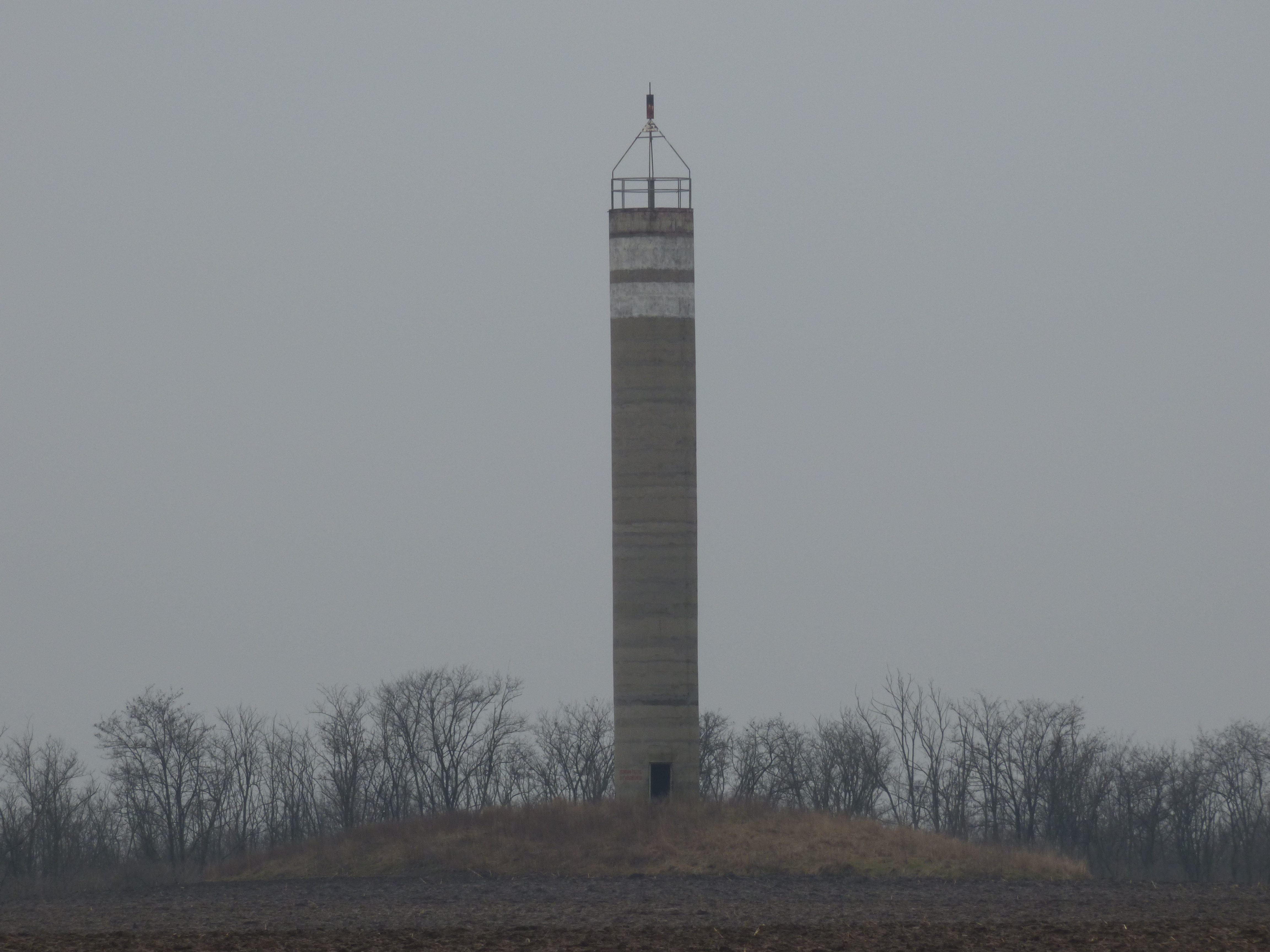
Geodéziai mérőtorony
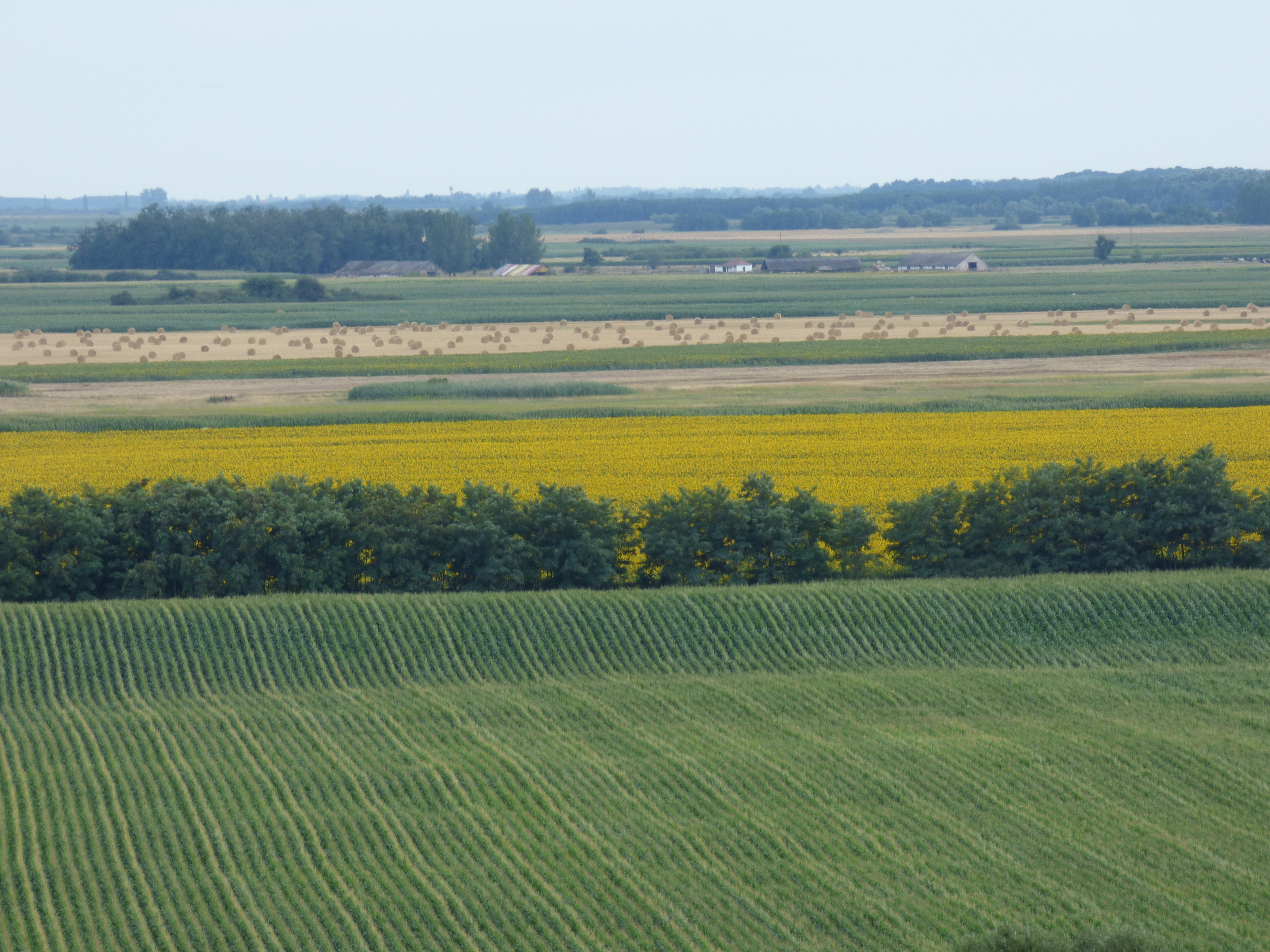
Kovács-sziget

## Külső hivatkozások
- Összesen hatan laknak a szellemfaluban – Hvg.hu, 2013. szeptember 20.